# Mariapark (Lommel)
Het Mariapark in Lommel-Werkplaatsen, gemeente Lommel (Limburg) is een bedevaartpark met bouwsels in artistiek kunstbeton die de religieuze "Gewijde geschiedenis" illustreren.
Buiten zijn religieuze context lijkt het een park met bizarre bouwsels die als follies kunnen beschouwd worden.  
Door de Vlaamse overheid is het park sedert 2005 beschermd als monument vanwege de historische, artistieke, volkskundige en socio-culturele waarde.

## Geschiedenis
In augustus 1925 kwamen de paters kapucijnen zich in Lommel-Werkplaatsen vestigen. Zij bouwden er een klooster en een school. 
In 1927 lieten zij op hun domein naast de parochiekerk een grot ter ere van Onze-Lieve-Vrouw van Lourdes bouwen en een groot Heilig-Hartbeeld oprichten door Michiel Geysels, een betonkunstwerker uit Westmeerbeek. Op 29 april 1928 werden de grot en het beeld plechtig gewijd en vond de eerste bedevaart naar Lommel-Werkplaatsen plaats. 
In 1933 kreeg de Kapucijn pater Cajetaan (Michaël De Witte, Tielt 1895-Lommel 1965) de opdracht zich volledig in te zetten voor de Mariadevotie in Lommel. Om de bedevaartplaats aantrekkelijker te maken liet Pater Catejaan in 1937 achter de grot een krans van kapellen te bouwen ter ere van de Zeven Weeën van Maria. De opzet was om elke kapel in zo’n sfeer en kader te plaatsen dat de smart van de Heilige Maagd sprekend zou worden uitgebeeld. Michiel Geysels bouwde de kapellen waarvoor zeven witgeschilderde bas-reliëfs in gewapend beton geleverd werden door Huis G. Dupon in Brugge. Op 5 september 1937 werd de kapellenkrans ingewijd.
In dezelfde periode restaureerde Michiel Geysels de bovenkant van de grot, die erg had geleden van insijpelend water en vorstschade. Om verdere beschadiging te voorkomen, bouwde hij een maquette van de basiliek van Lourdes boven op de grot.  
In 1938 werd een stuk heidegrond aangekocht, gelegen achter het bestaande park, om een kruisweg op te trekken. Dat begon met de bouw van een monumentale Calvarieberg. Met toestemming van de gemeente verplaatste pater Cajetaan eigenhandig een nabijgelegen duin met spade en kruiwagen om een heuvel op te werpen. De kunstrotswerkers uit Westmeerbeek maakten rotsen en een crypte. De beelden kwamen van Dupon uit Brugge. In 1941 werd de Calvarieberg ingezegend.
Begin september 1942 begon Michiel Geysels aan de bouw van de andere staties. Door de oorlogsomstandigheden en gebrek aan financiële middelen sleepte de uitvoering aan tot in 1948. Op 22 mei 1949 werd de kruisweg met 14 staties ingewijd in aanwezigheid van Pater Matthias Vermang, provinciaal der kapucijnen. 
In 1960 werd het Mariapark nog verder uitgebreid met een kerststal, een kapel ter ere van de Heilige Jozef en een beeld van de heilige Franciscus van Assisi. 
Tot in het jaar van zijn overlijden (1965) verzorgde pater Cajetaan de maandelijkse bedevaarten naar de grot en bleef hij zich inzetten voor het Mariapark.
Deze bedevaarten behoren nu tot het verleden maar het Mariapark werd, onder impuls van plaatselijke verenigingen (o.a. Ziekenzorg), in 1981 uitgebreid met een H. Lidwinakapel. ter ere van de H. Lidwina van Schiedam (1380-1433), de patrones van de zieken en de gehandicapten.

Elk jaar, op 1 mei, vindt er nog een grote bedevaart "naar de grot" plaats, gevolgd door enkele kleinere vieringen van mei tot oktober.
In 1992 werd de kruisweg door de Stad Lommel, met steun van de Koning Boudewijnstichting gerestaureerd en in 2000 kreeg de Lourdesgrot een opknapbeurt. 

## Afbeeldingen

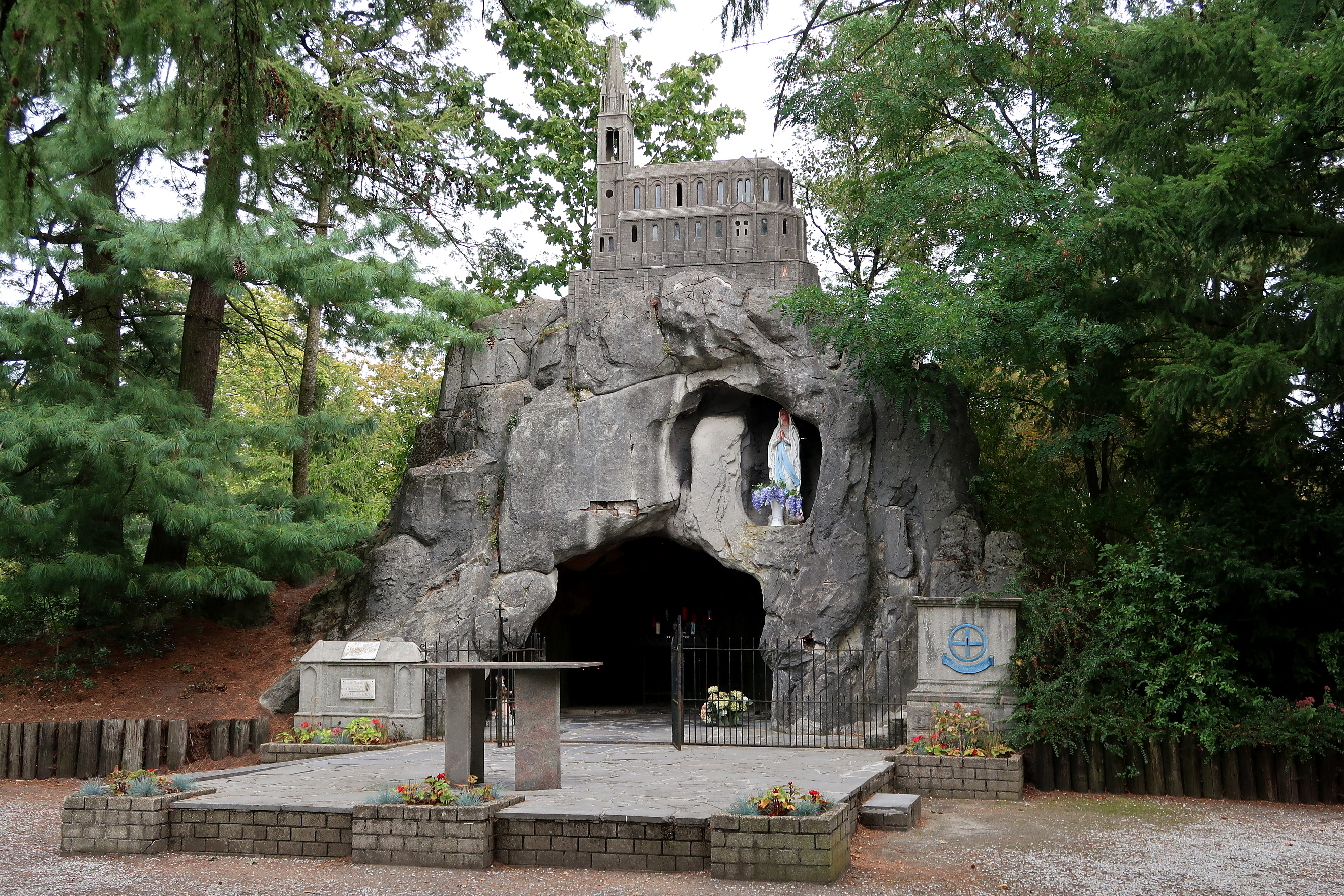
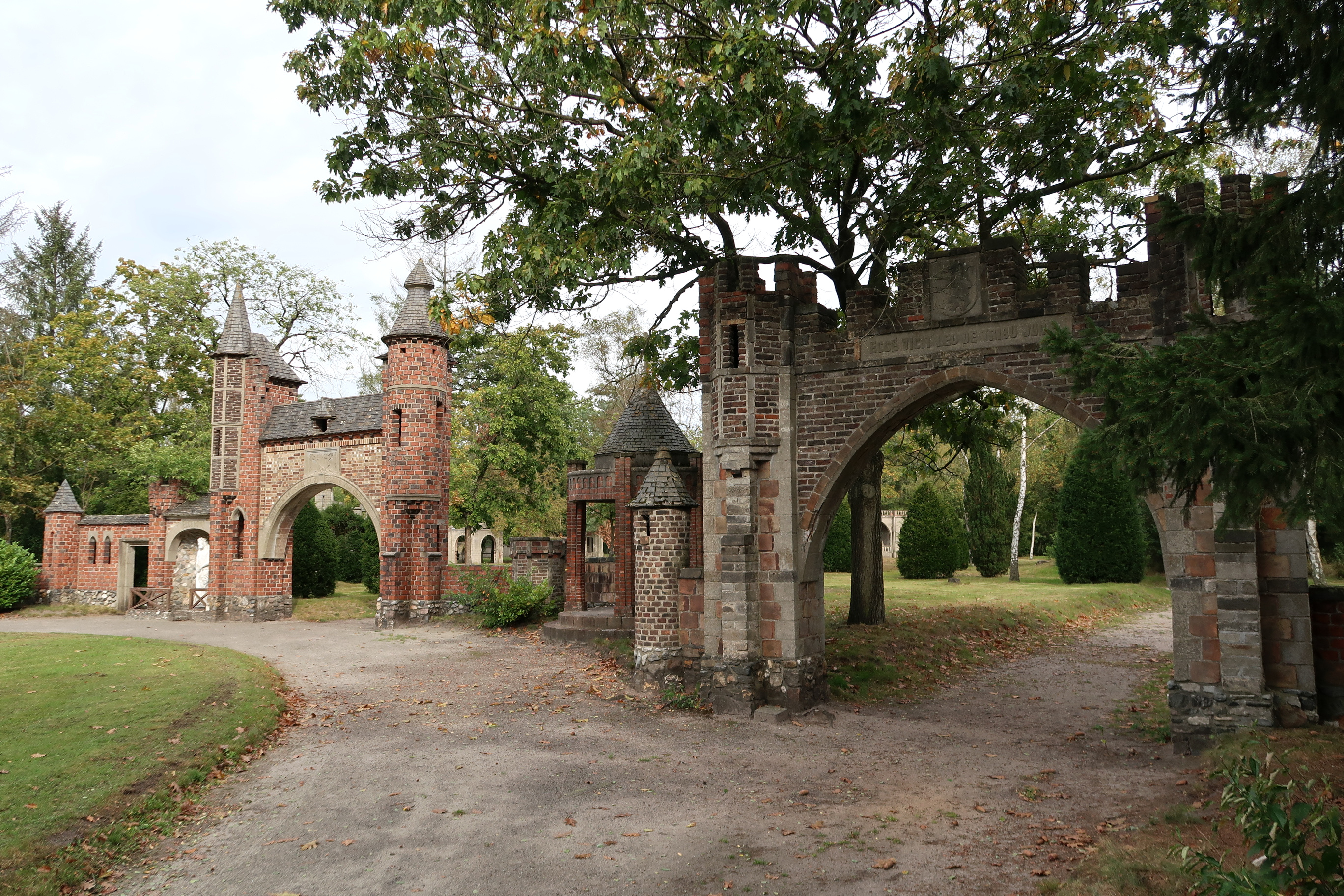
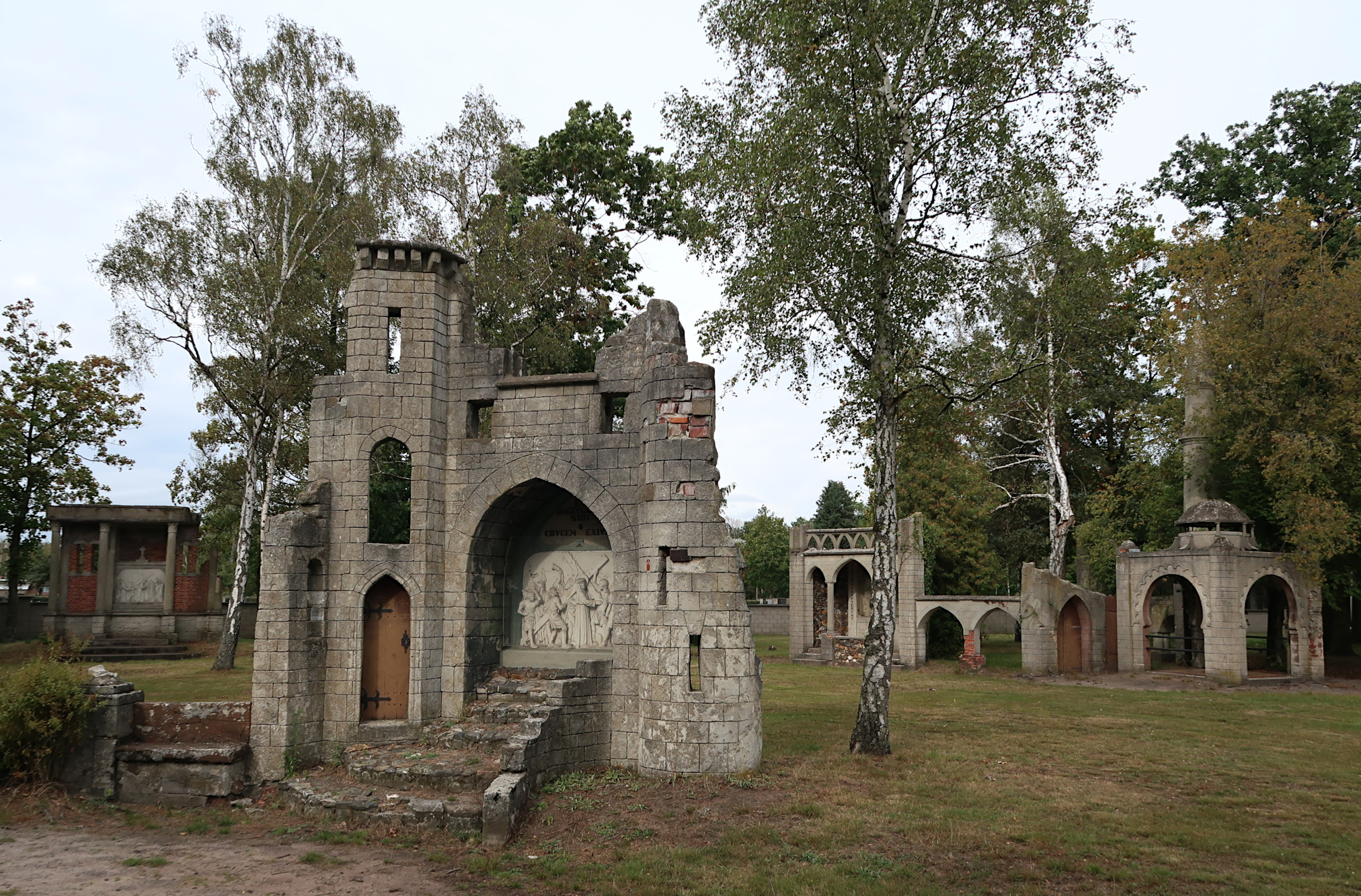
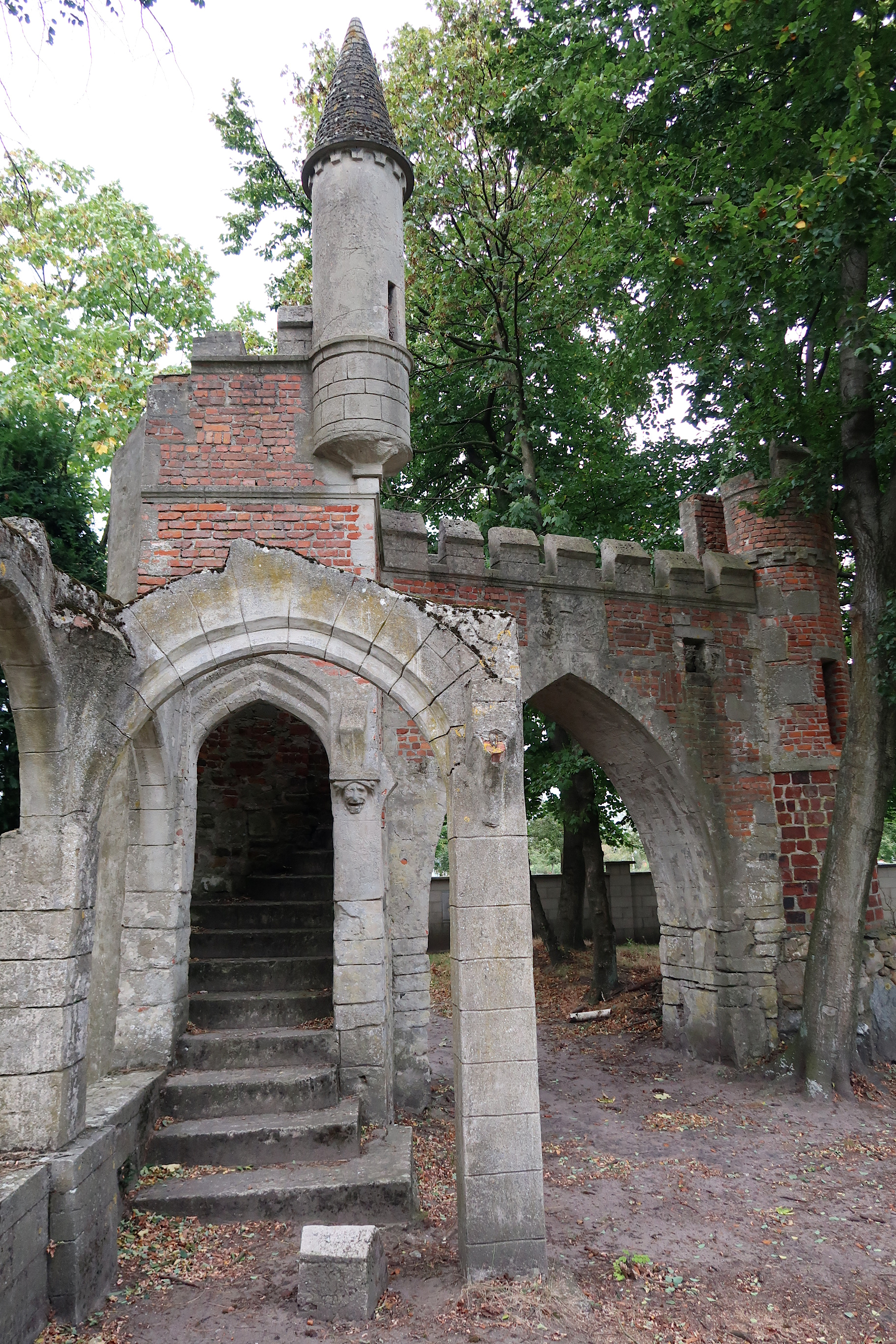
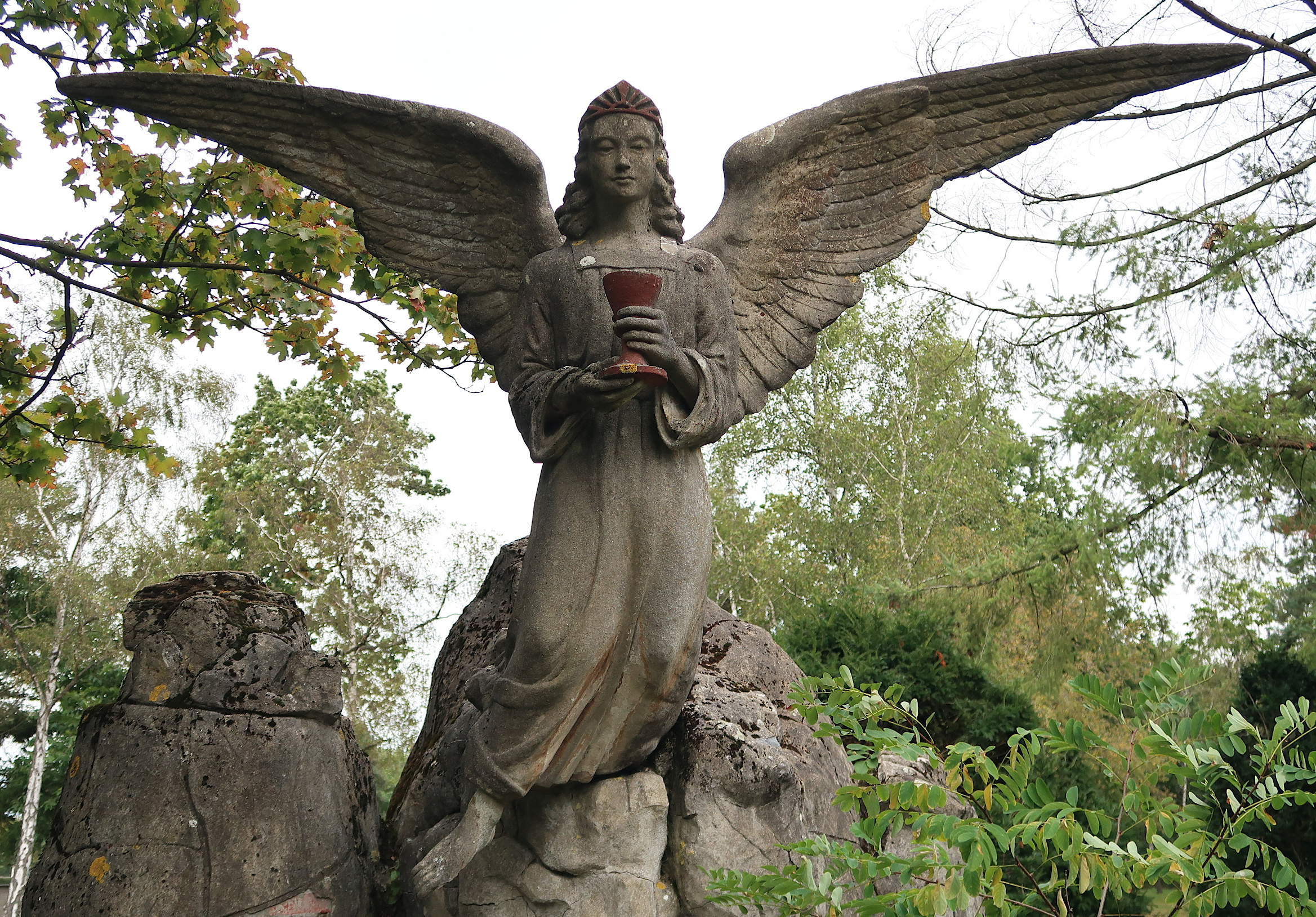
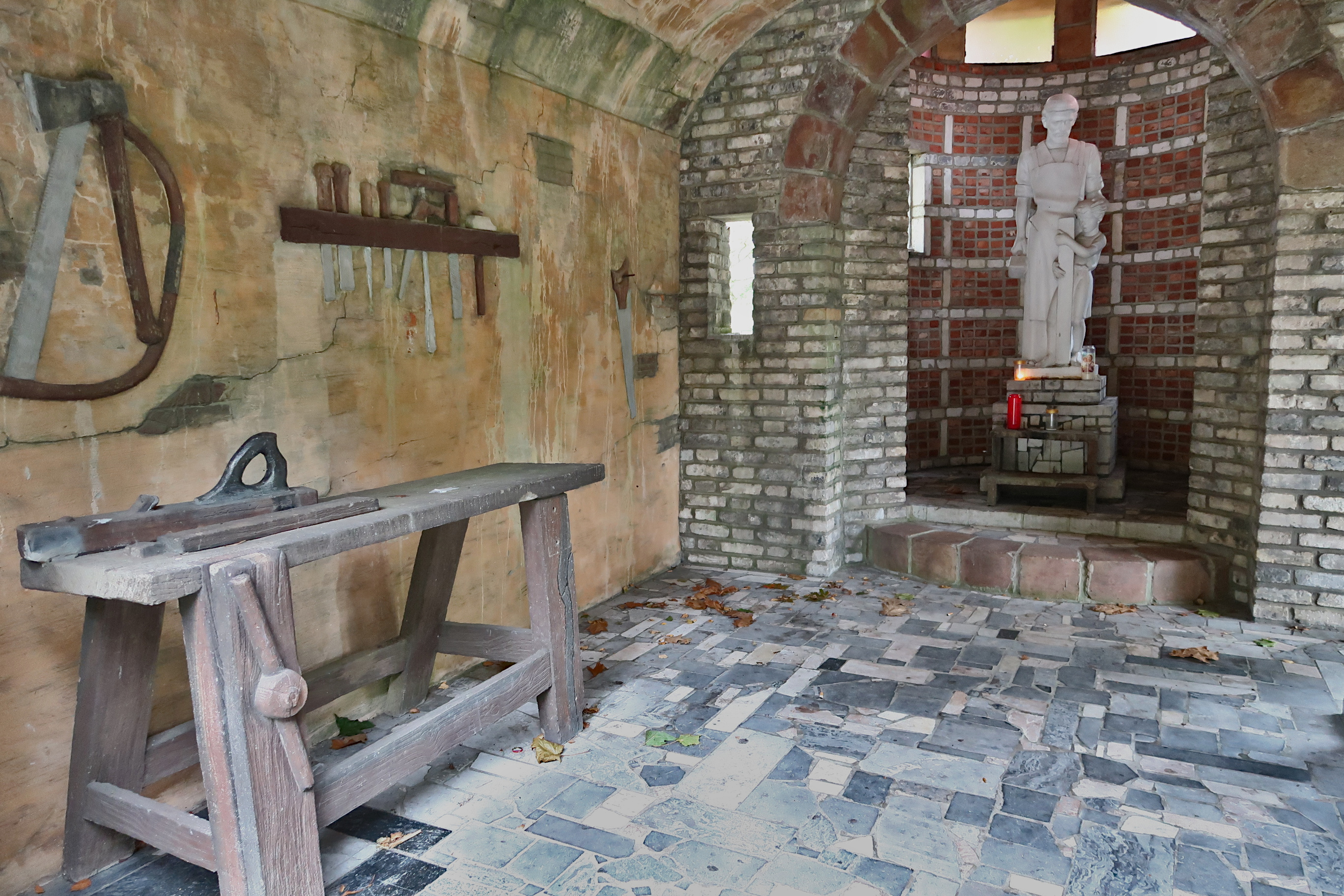
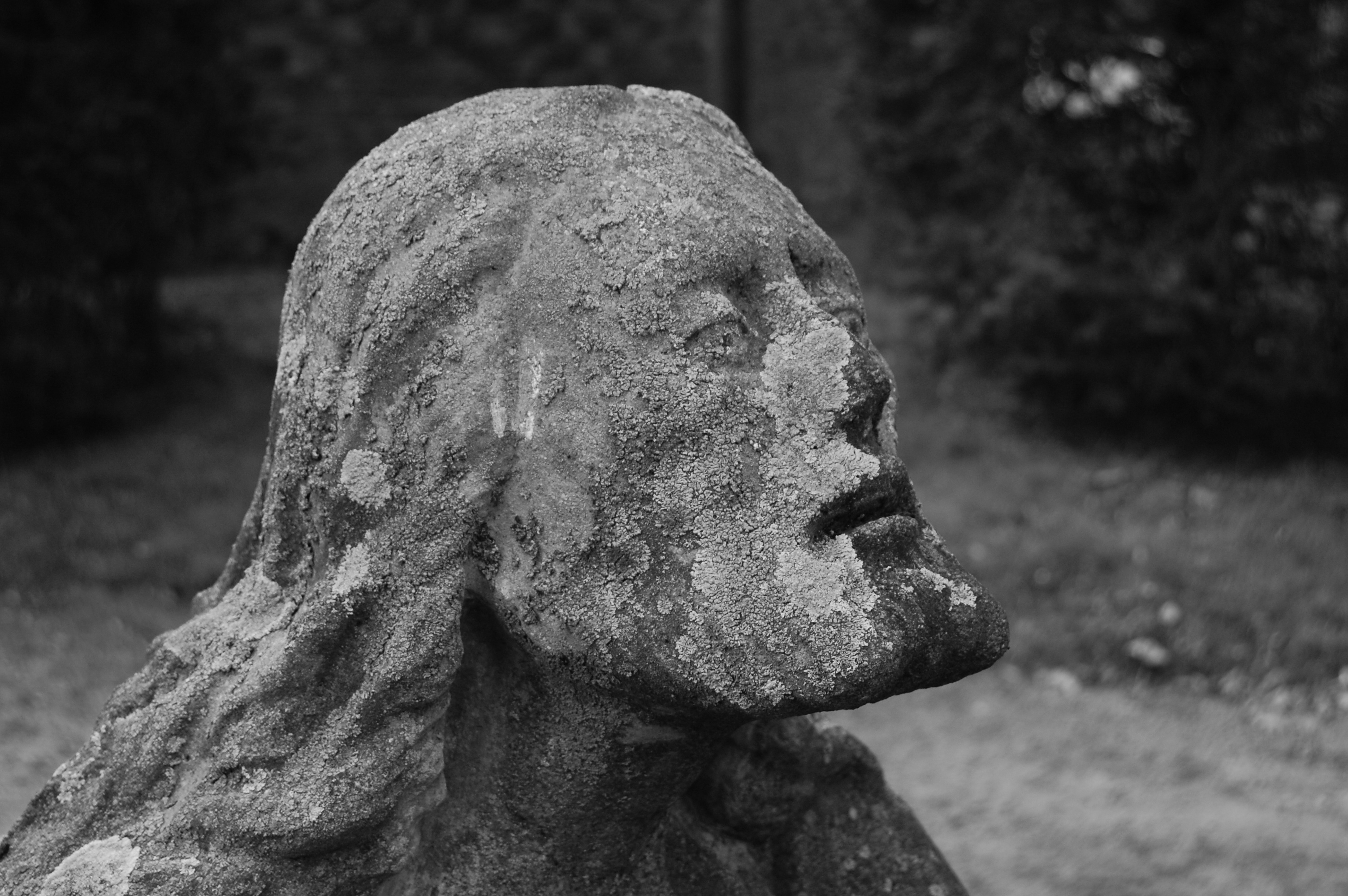